# Laboratório de Células-Tronco e Regeneração Tecidual
O Laboratório de Células-Tronco e Regeneração Tecidual (Lacert) está localizado na Universidade Federal de Santa Catarina. Consiste num laboratório de pesquisa científica básica e aplicada nas áreas de Engenharia de tecidos, Ciências da saúde, Biologia celular, Biologia molecular e Biologia do desenvolvimento . Tem sede no Centro de Ciências Biológicas da UFSC, no câmpus de Florianópolis (SC).

## Linhas de pesquisa
As principais linhas de pesquisa atualmente desenvolvidas no LACERT são: 
- Células-tronco da crista neural: aspectos básicos e biotecnológicos
- O Folículo Piloso como potencial fonte de Células-tronco
- Terapia celular e engenharia de tecidos na cicatrização de feridas cutâneas
- O secretoma de células-tronco mesenquimais na proteção contra danos e senescência

No LACERT, os projetos de pesquisa seguem uma abordagens básica, pré-clinica e clínica. Um dos objetivos desta linha, é o desenvolvimento de técnicas com base em Células-tronco para acelerar e incentivar a regeneração de pele afetada por queimaduras. 

## Membro INCT-Regenera
O Instituto Nacional de Ciência e Tecnologia em Medicina Regenerativa (INCT-Regenera) é uma rede de laboratórios de pesquisa para desenvolvimento do campo da Medicina regenerativa no Brasil. 

## Projetos de extensão
- Queimaduras: orientação e divulgação de medidas preventivas simples e eficazes. Desde 2010, pesquisadores do LACERT visitam escolas infantis para levar informações ao maior grupo de risco, crianças. [5][8][9][10]
- Curso de inverno: Células-tronco: aspectos básicos e biotecnológicos [11]
- Blog de divulgação científica: cientistas descobriram que [12]

## Projetos de inovação
Em 2019, o projeto Banco de cordão umbilical e membrana amniótica para uso veterinário ficou em primeiro lugar no programa de incentivo à inovação promovido pela UFSC.  O programa chamado Sinova Startup Mentoring busca selecionar ideia inovadoras no campus da UFSC a fim de facilitar o contato entre pesquisadores e o mercado. O projeto vencedor foi composto pelas pesquisadoras: Dra. Trentin, Dra. Olsson, Dra. Teixeira e Dra. Jeremias.

## Docentes
- Andréa Gonçalves Trentin, Dra. M.Sc. (UFRJ) B.Sc. (USU)
- Ricardo Castilho Garcez, Dr. M.Sc. B.Sc. (UFSC)
- Talita da Silva Jeremias, Dr. M.Sc. B.Sc. (UFSC)

### Anteriores
- Giordano Wosgrau Calloni, Dr. (UFRJ) M.Sc. B.Sc. (UFSC)
- Marcio Alvarez da Silva, Dr. M.Sc. B.Sc. (UFRJ)

## Egressos
- Bruno C da Silva, Champalimaud Research em Portugal[15]
- Cláudia BNM de Aguiar, professora UFSC
- Giordano W Calloni, professor UFSC
- Talita S Jeremias, professora UFSC
- Ricardo C Garcez, professor UFSC